# Rolands Knappen (Märchen)

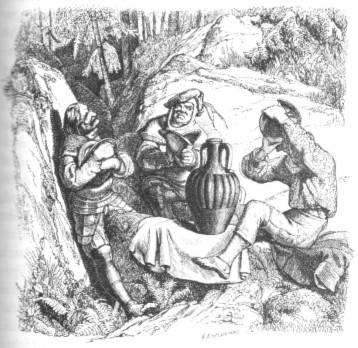
Illustration von Adolf Schrödter

Rolands Knappen ist ein Märchen im ersten Band von Johann Karl August Musäus’ Volksmährchen der Deutschen, 1782.

## Inhalt
Nach Rolands Niederlage fliehen drei Knappen in die Berge. Sie begegnen einer Alten, die sich an ihnen verjüngt. Zum Dank kriegen sie einen Gold machenden Pfennig, ein Speisen zauberndes Tuch und einen unsichtbar machenden Fingerhut. In Astorga angekommen, begehren sie die Königin Urraca von Arragonien und trennen sich. Der eine nähert sich ihr als reicher Ritter, der andere als des Königs Koch, der dritte unsichtbar, sich ihr als Feenkönig ausgebend. Weil aber der Unsichtbare eifersüchtig ein Essen klaut, muss der Koch der Königin beichten. Mit List bringt sie alle Wundergaben an sich. Der König sperrt sie ein. Die Knappen ziehen fort und werden noch Helden.